# Valu lui Traian
Valu lui Traian – wieś w Rumunii, w okręgu Konstanca, w gminie Valu lui Traian. W 2011 roku liczyła 12 376 mieszkańców.